# Fryderyk Mortzfeld
Fryderyk Mortzfeld (ur. 23 sierpnia 1643 w Drwęcku k. Olsztynka, zm. 28 lipca 1691 w Królewcu) – polski duchowny luterański, pisarz religijny.

## Życiorys
Pochodził z rodziny chłopskiej. Uczęszczał do szkoły miejskiej w Dąbrównie, w latach 1655–1659 do szkoły katedralnej w Królewcu. W latach 1659 - ok. 1666 podjął studia teologiczne na uniwersytecie, które musiał przerywać wskutek braku środków materialnych. W latach 1668–1672 był rektorem szkoły luterańskiej w Wilnie, gdzie współpracował z Janem Herbiniusem, następnie uczył języka polskiego w Królewcu. Po otrzymaniu ordynacji na duchownego, w latach 1675–1676 był pastorem w Miłkach. Od 1676 diakon polskiej parafii w Królewcu, gdzie dochodziło do nieporozumień z proboszczem, ks. Jerzym Skrodzkim. Tłumaczył z niemieckiego pieśni religijne, które – wraz z utworami opracowanymi przez ks. Skrodzkiego – opublikował w liczącym ponad 800 stron kancjonale w 1684.